# Eriocaulon miquelianum
Eriocaulon miquelianum är en gräsväxtart som beskrevs av Friedrich August Körnicke. Eriocaulon miquelianum ingår i släktet Eriocaulon och familjen Eriocaulaceae.

## Underarter
Arten delas in i följande underarter:
- E. m. lutchuense
- E. m. matsumurae
- E. m. miquelianum